# 할리데이비슨 스포스터

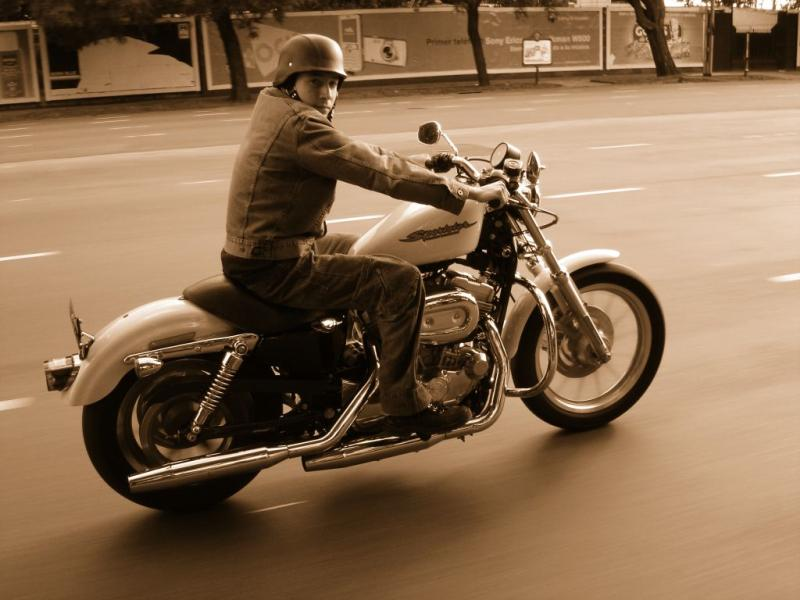
할리데이비슨 스포스터 XL883 2004년형

할리데이비슨 스포스터(스포츠터)(Harley-Davidson Sportster)는 미국의 모터사이클 제조 회사 할리데이비슨의 모터사이클 시리즈명이다. 1957년에 초기형을 시판한 이후 스포티한 주행에 중점을 두고 있다. 할리데이비슨의 라인 업 내에서는 스포스터 패밀리라고 부르고 있다.

## 특징
누구라도 스포티한 주행을 충실할 수 있게 개성적인 라인 업과 저가격으로 인기의 차종이다. 스포스터 자체는 1952년에 등장하고 있지만, 1957년에 K모델로서 등장한 것은 사이드밸브 엔진에 55m3인치 OHV엔진과 트랜스미션과 일체형인 "에볼루션 엔진"을 탑재하고 폭도 억제하고 있는 디자인이 되었다. 중량도 가볍고 시트의 높이도 낮기 때문에 할리데이비슨의 입문자나 여성들도 운전하기 쉽다. 현재는 883cc와 1200cc가 제조 및 판매되고 있다.

## 스포스터(스포츠터)패밀리
- 스포스터-1957년에 등장한 최초의 스포스터. 1958년에는 저압축의 XL, 고압축의의 XLH, 보안부품이 장착되어 있지 않은 마그네토 점화의 저압축의 XLC, 고압축의 XLCH가 탄생. 1959년에는 XL, XLH, 보안부품장착의 XLCH만이 된다. 1960년에는 XL도 없어져 XLH와 XLCH만이 되고, 배터리 점화와 디스트리뷰터의 XLH, 배터리레스로 마그네토 점화의 XLCH가 된다. 1967년에는 XLH만큼 셀이 붙고, 1970년에는 XLCH도 XLH와 같이 배터리 점화와 디스트리뷰터가 된다.
- XLCR
- XR750
- XR750TT
- XR1000
- XR1200
- XR1200X
- XL1200N(스포스터1200 나잇스터)
- XL1200L(스포스터1200 로우)
- XL1200C(스포스터1200 커스텀)
- XL1200S(스포스터1200 스포츠)
- XL1200R(스포스터1200 로드스터)
- XLH1100(1987년 모델로부터 등장)
- XL883N(스포스터883아이언)
- XL883L(스포스터883로우)
- XL883R(스포스터883R)
- XL883C
- XLH883(1987년 모델부터 등장. 변속기는 4단으로 현재의 스포스터보다 적다.)
- XLH883허거

## 같이 보기
- 할리데이비슨
- 뷰엘